# Liste der Bodendenkmäler in Wildpoldsried
Auf dieser Seite sind die Bodendenkmäler in der schwäbischen Gemeinde Wildpoldsried zusammengestellt. Diese Tabelle ist eine Teilliste der Liste der Bodendenkmäler in Bayern. Grundlage ist die Bayerische Denkmalliste, die auf Basis des Bayerischen Denkmalschutzgesetzes vom 1. Oktober 1973 erstmals erstellt wurde und seither durch das Bayerische Landesamt für Denkmalpflege geführt wird. Die folgenden Angaben ersetzen nicht die rechtsverbindliche Auskunft der Denkmalschutzbehörde.

## Bodendenkmäler der Gemeinde Wildpoldsried

### Bodendenkmäler in der Gemarkung Wildpoldsried
| Lage                     | Objekt | Akten-Nr.     | Bild |
| ------------------------ | --- | ------------- | ---- |
| Wildpoldsried (Standort) | Mittelalterliche und frühneuzeitliche Befunde im Bereich der Burgruine Wolkenberg.                                           | D-7-8228-0017 |      |
| Wildpoldsried (Standort) | Mittelalterliche und frühneuzeitliche Befunde im Bereich der Kapelle St. Cyprian in Wildpoldsried und ihrer Vorgängerbauten. | D-7-8228-0027 |      |
| Wildpoldsried (Standort) | Mittelalterliche und frühneuzeitliche Befunde im Bereich der Katholischen Pfarrkirche St. Georg und Martin in Wildpoldsried. | D-7-8228-0120 |      |
| Wildpoldsried (Standort) | Straße der römischen Kaiserzeit.                                                                                             | D-7-8228-0121 |      |